# Stephanopachys sachalinensis
Stephanopachys sachalinensis là một loài bọ cánh cứng trong họ Bostrichidae. Loài này được Matsumura miêu tả khoa học năm 1911.